# Cirrus SR22

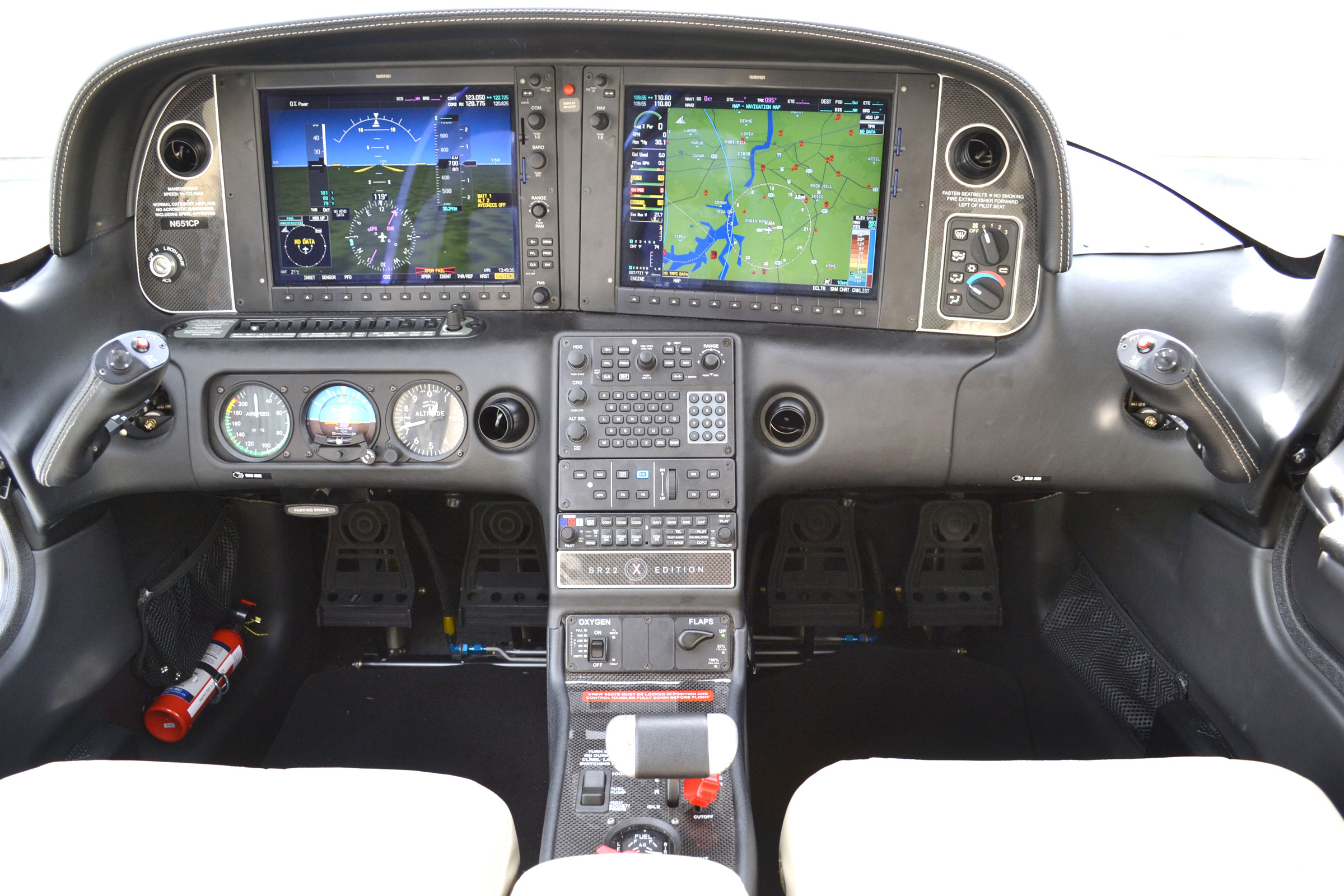
Cockpit

Die Cirrus SR22 ist ein modernes viersitziges, einmotoriges Leichtflugzeug des US-amerikanischen Flugzeugherstellers Cirrus Design Corporation.

## Entwicklung

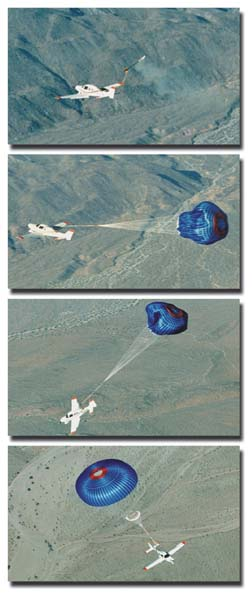
Das Cirrus Airframe Parachute System (kurz CAPS, dt. Cirrus Flugzellen-Fallschirm-System) wird ausgelöst

Der Typ wird seit Februar 2001 angeboten und ist gewissermaßen der „große Bruder“ der seit 1999 ausgelieferten SR20. Cirrus hat mit diesem Flugzeug neue Standards in der allgemeinen Luftfahrt gesetzt: Das Flugzeug ist zum größten Teil aus Glasfaser-Verbundwerkstoffen gefertigt, modernste integrierte Avionik (seit 2003 mit einem Electronic Flight Instrument System/„Glascockpit“) und vor allem das schon in der SR20 eingebaute Gesamtrettungssystem (das komplette Flugzeug kann im Notfall an einem Fallschirm zur Erde sinken) sind die herausragenden Merkmale. Beim Antrieb wird dagegen weiterhin auf konventionelle Flugmotoren gesetzt.
Hauptversionen:
SR22-G1 (2001–2004), bis 2003 nur mit analogen Instrumenten, ab 2003 wahlweise mit Avidyne Entegra-Glascockpit.
SR22-G2 (2004–2007), mit einem überarbeiteten Rumpf (vor allem was die Fertigung betrifft). Die untere Cowling wurde zweiteilig, was Wartungsarbeiten vereinfacht. Weitere Neuerungen waren eine seitliche Zugangsklappe im Rumpf, die den Zugang zum Gesamtrettungssystem ohne Lackierarbeiten am Rumpf ermöglichte, neue Türverriegelungen, sowie viele weitere Detailverbesserungen. Ab der Seriennummer 1663 kam eine überarbeitete Elektrik zum Einsatz. „GTS“-Versionen kamen mit Vollausstattung ab Werk (TAS-Traffic-System, Stormscope etc.). Eine Klimaanlage war optional lieferbar.
SR22-G3 (2007–2013), bis 2007 mit Entegra-Avionik, ab 2008 wahlweise mit Entegra- oder Perspective-Avionik, ab 2009 nur noch mit Garmin Perspective. Mit Hilfe eines um fast 50 kg leichteren Carbon-Holms (anstelle Glasfaser) erhöhte sich die maximale Zuladung. Die V-Stellung des Flügels nahm um 1° zu. Dadurch konnte das Handling etwas verbessert und auf das bis dahin übliche „Bungee“-System verzichtet werden, das Seiten- und Querruder verband. Die G3 hat außerdem etwas größere Tanks als die G2 (+11 Gallonen, 42 Liter), sowie ein etwas höheres Fahrwerk mit schmalerer Spur, um die Bodenfreiheit des Propellers zu verbessern. Die Innenausstattung wurde in Details verbessert.
SR22-G5 (ab 2013), mit einem 5. Sitz ausgestattet und um ca. 90 kg höherer Abflugmasse. Wegen des höheren Abfluggewichts ist der Schirm des Rettungssystems bei der G5 etwas größer. Ein ADS-B fähiger Transponder wurde serienmäßig.
SR22-G6 (ab 2017), weitere Detailverbesserungen. Das Avioniksystem Garmin Perspective Plus mit einer QWERTY-Tastatur zur Bedienung des FMS (Flight Management System) kommt erstmals zum Einsatz. Dazu gibt es Features wie Bluetooth Integration, ein integriertes Satellitentelefon, verbesserte Türschlösser mit Fernbedienung, Ambiente-Beleuchtung etc. und eine auf Wunsch noch luxuriösere Innenausstattung.
Die SR22 hat (in der Nonturbo-Version) eine Reisegeschwindigkeit von bis zu 185 Knoten (342 km/h). Dies ist für ein Flugzeug mit einem wartungsfreundlichen, starren Fahrwerk eine herausragende Leistung, was die SR22 seit 2001 zum meistverkauften Flugzeug der Allgemeinen Luftfahrt macht. Die Hauptkonkurrenten für die SR22 sind die Mooney Ovation 3/Acclaim und die Cessna Columbia 400.

### Varianten
Aktuell wird die Version SR22-G6 mit („T“) und ohne („NA“) Turbolader angeboten. Die Turbo-Version verfügt über zwei Abgas-Turbolader und einen Ladeluftkühler, der zur Leistungserhaltung in großen Flughöhen dient. Alle SR22 werden heute ausschließlich mit der Garmin Perspective-Avionik ausgeliefert, einer von Garmin und Cirrus weiterentwickelten Variante des Glascockpits „G1000“.
Die französische Luftwaffe hat sieben Maschinen für die Ausbildung ihrer Navigatoren bestellt, die von der Firma CATS betrieben werden sollen. Die Maschinen werden in Salon-de-Provence stationiert.

## Technische Daten
| Kenngröße             | SR22-G3                                                                   | SR22-G5                                                                   |
| --------------------- | ------------------------------------------------------------------------- | ------------------------------------------------------------------------- |
| Besatzung             | 1                                                                         | 1                                                                         |
| Passagiere            | 3                                                                         | 4                                                                         |
| Spannweite            | 11,68 m                                                                   | 11,68 m                                                                   |
| Länge                 | 7,92 m                                                                    | 7,92 m                                                                    |
| Höhe                  | 2,71 m                                                                    | 2,71 m                                                                    |
| Kabinengröße (L×B×H)  | 3,3 m × 1,24 m × 1,27 m                                                   | 3,3 m × 1,24 m × 1,27 m                                                   |
| Leermasse             | 1.009 kg (Turbo: 1052 kg)                                                 | 1.029 kg                                                                  |
| max. Startmasse       | 1.542 kg                                                                  | 1.633 kg                                                                  |
| Treibstoff            | 348 l AvGas                                                               | 348 l AvGas                                                               |
| Höchstgeschwindigkeit | 204 kn (378 km/h)                                                         | 204 kn (378 km/h)                                                         |
| Dienstgipfelhöhe      | 5.334 m (Turbo: 7.620 m)                                                  | 5.334 m (Turbo: 7.620 m)                                                  |
| max. Reichweite       | 1.171 NM (2.169 km)                                                       | 1.049 NM (1.943 km)                                                       |
| Steigrate             | 1.400 ft/min                                                              | 1.270 ft/min                                                              |
| Antrieb               | 1 × Continental IO-550-N mit 231 kW, Hartzell-Dreiblatt-Verstellpropeller | 1 × Continental IO-550-N mit 231 kW, Hartzell-Dreiblatt-Verstellpropeller |

## Zwischenfälle
Im August 2014 listete die Datenbank des NTSB 174 Vorfälle mit dem Flugzeugmuster auf, davon 66 Unfälle mit Todesfolge.